# Cnemaspis barbouri
Espèce
Cnemaspis barbouri est une espèce de geckos de la famille des Gekkonidae.

## Répartition
Cette espèce est endémique de Tanzanie. Elle a été découverte dans les monts Uluguru.

## Étymologie
Cette espèce est nommée en l'honneur de Thomas Barbour.

## Publication originale
- Perret, 1986 : Revision des espèces africaines du genre Cnemaspis Strauch, sous-genre Ancylodactylus Muller (Lacertilia, Gekkonidae), avec la description de quatre espèces nouvelles. Revue Suisse de Zoologie, vol. 93, no 2, p. 457-505 (texte intégral).